# Judita in Holofern (Donatello)
Judita in Holofern (1457–1464)  je bronasta skulptura italijanskega renesančnega kiparja Donatella ob koncu njegove kariere. Stoji v Dvorani lilij (Sala dei Gigli) v Palazzo Vecchio v Firencah v Italiji. Kopija stoji na enem od prvotnih položajev skulpture na Piazza della Signoria, pred Palazzo Vecchio.
Prikazuje atentat na asirskega generala Holoferna, ki ga je izvedla Judita, in je izjemen po tem, da je ena prvih renesančnih skulptur, zasnovanih v krogu, s štirimi različnimi obrazi. Tema Judite, ki obglavi Holoferna, ki prikazuje vrhunec zgodbe v devterokanonični Juditini knjigi, je bila pogosta tema v umetnosti in je povezana s toposom Moč žensk.

## Ozadje in opis
Kip je naročil Cosimo I. Medičejski kot okras za vodnjak na vrtu Palače Medici Riccardi. Skupaj z Donatellovim Davidom je bila postavljena pred palačo okoli leta 1457, ko se je razširjena družina Cosima Medičejskega odločila, da se vanjo preseli. Čeprav natančen kraj, kjer sta bila ta dva razstavljena, ni znan, sta oba kipa postala simbol moči, ki so jo  imele Firence.
Judita in Holofernes prikazuje Judito, ki močno stoji z dvignjenim mečem in drži Holofernovo glavo za lase. Kip je bil prvotno pozlačen; nekaj pozlate ostane na meču. Za lažjo pozlatitev je bil bron ulit v 11 delih. Baza skulpture spominja na blazino, naturalistično napravo, ki jo je prvi uporabil Donatello za svojega sv. Marka v Orsanmichele. Ta kip, ki naj bi deloval kot vodnjak, stoji na trikotnem podstavku z luknjami, skozi katere teče voda.

## Simbolika Judite
Oba, Judita in David, sta manjša iz zgodb Stare zaveze in ju vidimo tudi v neposredni bližini na freski Santa Maria Antiqua kot tudi na vratih vzhodne krstilnice Lorenza Ghibertija. Judita velja za simbol svobode, kreposti in zmage šibkih nad močnimi v pravičnem cilju. Krščanska simbolika Judite razkriva, da so njena dejanja nad Holofernom zmaga kreposti, zlasti glede samokontrole, čistosti in ponižnosti, v nasprotju s promiskuiteto in ponosom. Njena zgodba v toposu Moč žensk prikazuje šibko, ki premaga domnevnega zmagovalca v prizadevanju, da zaščiti svoj dom. To je simbolično za mesto Firence, ki so se borile za zaščito svoje republike Firence pred tujimi silami, in za Medičejce, ki so posebej podpirali svoj ponos v mestu.

## Interpretacija
Pričakovano rezavanje generalovega vratu in splošna predstava o obglavljenju sta v kipu vizualno poudarjena z Juditinim napetim pogledom in močno dvignjeno roko, ki vihti rezilo, pripravljeno na udarec. Poleg tega je v Holofernov hrbet vklesan medaljon, ki je strukturiran tako, da visi na njegovem vratu in je bil v zgodovini znan kot simbol ponosa. Mnogi učenjaki verjamejo, da je v tem primeru ogrlica neposredna simbolika ponosa, kar dokazuje Ps 73,6, ki pravi, da »hudobni nosijo ponos kot ogrlico in nasilje jih ovija.« Trdijo tudi, da je kip namenjen gledanju s strani in ne naravnost. Če gledamo iz kota, je poudarek na Holofernovem vratu, ki ga obdajata obe Juditini nogi pod njenimi oblačili, in je v središču pozornosti, ko Judith potegne roko nazaj, da udari. To bi naredilo napis »Glej vrat ponosa, ki ga služi roka ponižnosti« najbolj natančno upodobljen.
Domneva se, da se je napis na granitnem podstavku prvotno glasil: »Kraljestva propadejo zaradi razkošja [greha], mesta se dvignejo zaradi vrlin. Poglejte vrat ponosa, ki ga je prerezala roka ponižnosti«. Ta dramatičen in podroben kip je tako metafora vladavine Medičejcev, kot branilcev firenške svobode, podobno Juditi, ubijalki tirana Holoferna in zagovornici ljudstva. To stališče podpirajo poročila, ki omenjajo drugi napis na podstavku, ki se glasi: »Rešitev države. Piero de' Medici, sin Cosima, je ta kip ženske posvetil tako svobodi kot trdnosti, s čimer so državljani z nepremaganimi in stalno srce bi se lahko vrnilo v republiko«. Na blazini je napis OPVS. DONATELLI . FLO (delo Florentinca, Donatella).
Baza skulpture vsebuje nekaj najzgodnejših renesančnih primerov puttov in puer mingens, ki so upodobljeni, kako teptajo grozdje, pijejo in urinirajo. Prizanesljivo pitje fantov simbolizira Holofernovo pomanjkanje samokontrole, kar na koncu privede do njegove smrti v pijanem stanju, njuno uriniranje pa simbolizira Holofernovo poželenje po Juditi.

## Umestitev
Leta 1495 je bila skulptura postavljena na Piazza della Signoria, ob strani glavnih vrat Palazzo Vecchio, v spomin na izgon Piera di Lorenza Medičejskega iz Firenc in uvedbo Firenške republike pod Girolamom Savonarolo. Takrat je ta kip simboliziral izgon tiranskega Medičejca. Kip je bil kasneje prestavljen na dvorišče znotraj Palazzo Vecchio, leta 1506 pa v Loggia dei Lanzi. Leta 1919 so ga nato postavili na levo stran Palazzo Vecchio. Leta 1988 je bil zamenjan z bronasto kopijo, izvirnik pa je po restavriranju dobil končno mesto v Sali dei Gigli znotraj Palazzo Vecchio.